# Marius Noguès
Marius Noguès, né le 18 novembre 1919 à Haget (Gers), et mort le 13 juin 2012 à Tarbes, est un agriculteur, poète et écrivain français.

## Biographie
En 1942, Marius Noguès publie son premier recueil de poèmes, Air pur. Son premier roman, Petite Chronique de la boue, date de 1957.
La campagne et le monde paysan français servent de toile de fond à la plupart de ses œuvres : « Je ne veux, ni ne sais construire élégamment, ni composer avec habileté. Je ne suis qu’un paysan qui parle à ses frères les hommes, sans forfanterie, ni fantaisie étudiée. Quelquefois avec colère, jamais avec mépris, et toute la courtoisie qui reste en moi intacte devant de si pitoyables constats. Qui parle à ses frères les animaux, les végétaux, avec le même respect de nature, d’un même ton. »
En 1972, il participe à la fondation de l'Association des écrivains-paysans, aux côtés de Jean Robinet et Jean-Louis Quéreillahc. Il s'en écarte ensuite : « Je n’aime pas la formule écrivain-paysan. Elle est discriminatoire. C’est une manière de rabaisser le peuple. Il y a des paysans qui écrivent, voilà tout. Il n’existe pas de catégorie sociale ayant pour vocation l’écriture. L’écriture est l’expression d’une sensibilité qui cherche à s’exprimer par les mots. Et chacun devrait pouvoir faire part de son expérience. »
Jusqu'en 1979, il cultive 25 hectares de terre agricole dans la plaine de l'Arros, dans le Gers, au pied des Pyrénées.
En 1999, il signe pour s'opposer à la guerre en Serbie la pétition « Les Européens veulent la paix », initiée par le collectif Non à la guerre.

## Œuvres
- Air pur, poèmes, Avignon, Aubanel, 1942
- Du pain et des roses, poèmes, 1947
- Mal Vivre, poèmes, Monte-Carlo, éditions Regain, 1948
- Petite Chronique de la boue, Club du Livre du mois, 1957 ; ill. Jean-Claude Pertuzé, préface de Michel Ragon, éditions Plein Chant, Bassac, 1990
- Contes de ma lampe à pétrole, Rodez, Subervie, 1973 ; ill. de Jean-Pierre Thomas, éditions Plein Chant, Bassac, 1984
- Lutèce et le Paysan, ill. de Joseph Ribas et Jean-Hubert Fileyssant, Éditions du Midi, 1967 ; éditions du Val d'Adour, Vic-en-Bigorre, 2003
- Grand Guignol à la campagne  Terre de France, 1976, éditions Plein Chant, Bassac, 1976, 1985
- L'instant qui passe fait l'écorce des jours, poèmes, Tarbes, BCP, 1989
- Terre des Hêtres, Angers, Cheminements, coll. Gens d'ici, 2002 (comprend Petite Chronique de la boue, Contes de ma lampe à pétrole, Grand Guignol à la campagne)
- Soleil de la Terre, réédition des poèmes en 2 vol., éditions du Val d'Adour, 2007